# イラン・イスラーム共和国鉄道

イランの鉄道路線網

イラン・イスラーム共和国鉄道（略称: IR）はイランの国有鉄道。関連会社のラジャー旅客鉄道がテヘラン・イスタンブール間およびテヘラン・ダマスカス間の国際列車を含む旅客列車の運行管理を担い、同じく関連会社の鉄道輸送会社が貨物列車を運行管理している。またイラン交通省が国家機関としてIRを監督する。

## 歴史
19世紀後半、ナーセロッディーン・シャーの時代にテヘラン南郊に短区間の馬車鉄道が開設されたのを嚆矢とする。この路線はのちに蒸気機関車牽引となり、1952年に廃線となった。
長距離のものとしては1914年にタブリーズ・ジョルファー間146kmが開通し、さらにスフィーヤーン・シャラフハーネ間53kmが1916年に、ミールジャーヴェ・ザーヘダーン間93kmが1920年に開通している。
イラン縦貫鉄道が開通したのは1939年のことである。この路線は全長1392km、カスピ海のバンダレ・トルキャマンとペルシア湾のバンダレ・エマーム・ホメイニー（旧称バンダレ・シャープール）を結ぶ。1941年の英ソのイラン侵攻以降、イラン縦貫鉄道の担うペルシア回廊は、第二次世界大戦におけるソビエト連邦への戦時物資供給路となった。

## 難工事
イラン縦貫鉄道は多くの山脈を通過し、ループ線や制限勾配36分の1区間が各処に見られる。建設開始時にはほとんどの区間で地図が作成されておらず、地質学的に未知の部分が多かった。そのためトンネルをふくむ数区間は、地質の不適合のため開通を目前にしても路線変更が必要となったのである。このような状況にもかかわらず、路線全体としては計画よりも早期に完成している。

## 運用
2007年現在、IRの管轄下にある路線の総延長は7,334kmである。うちほとんどが軌間1,435mmの標準軌区間である。ザーヘダーンからパキスタン国境を越えてクエッタ・インド亜大陸へと続く東部94kmの軌間は1,676mmである。複線区間は1,367.5km。電化区間はジョルファー・タブリーズ間の148kmのみが交流15kV・50Hzで電化されている。2007年現在、IRの所有する車輛は機関車283両、客車1,195両、貨車21,633両と報告されており、機関車の大部分はディーゼル機関車である。
イランの交通において大多数を占めるのは道路交通であるが、政府は鉄道輸送の割合を旅客輸送において3.5%、貨物輸送において8.5%まで増加させることを計画している。これにともない広範囲にわたる電化とネットワークの拡張が計画されており、交通省によれば年間延長500kmずつ建設するとされている。

## 関連組織
- ラジャー旅客鉄道はイラン・イスラーム共和国鉄道の関連会社として、テヘランとイスタンブール・ダマスクスを結ぶ国際列車を含む旅客列車を運行管理する。また鉄道輸送会社はIRの子会社で貨物輸送を担当し、これらをイラン交通省が国家機関として監督する。ラジャー旅客鉄道は2003-5年で400万人以上の旅客を輸送、鉄道の乗客は2005年3月におわる1年で1730万人であり、2000年の1170万人に比べて増加している。

- ザランド社は国有鉄道に貨物および旅客車輛を提供している[1]。
- イラン・イスラーム共和国鉄道、イラン発電所計画機構（MAPNA）、独シーメンス社は旅客列車用機関車150台の製造契約に調印をしている。契約によるとシーメンスが第1段階で約30台の機関車をイランへ輸出、その後6年間の第2段階でイラン国内の専門家によって、国内でさらに120台を製造するというものである[2]。

## ネットワーク
イランの鉄道網は、テヘランを中心として、テヘランと南東部を除く各地方を結ぶ。イランが、現況機能／あるいは潜在的に機能しうる、大陸の東西南北輸送路の十字路に位置していることは重要である。鉄道は西方においてラーズィー・キャプキョイ国境からトルコへ通じ、北方では台車交換設備をもつ国境のジョルファー駅を経由して、アゼルバイジャンからカフカスそしてロシアへと通じる。南方にはテヘランからバンダレ・エマームやバンダレ・アッバースなどのペルシア湾港市へと連絡、カスピ海方面にはアミーラーバード、バンダレ・トルキャマンを終着とする路線が延び、両者はスカンジナビアからロシアを経由しイランに至る南北路を形成する。北東にはテヘランからマシュハドへの路線が延び、さらにサラフスの台車交換設備を経由して中央アジア方面に続く。この路線はトルクメニスタン、ウズベキスタン、タジキスタン、キルギス、カザフスタンなどの内陸国に海への経路を提供する。マシュハド-バーフグ線の開通は中央アジア方面からバンダレ・アッバースへのアクセスを劇的に短絡化したものといえる。

### 中央アジア連絡
イランの鉄道は1977年のトルコ国境でのヨーロッパ側鉄道システムへの接続、1993年のペルシア湾への接続を実現したバンダレ・アッバース線の開通、1996年の内陸国たる中央アジア諸国へと続く「シルクロード鉄道」（アジア横断鉄道）の一部をなすマシュハド・サラフス支線の開通など拡張が著しい。中央アジアの旧ソ連諸国は広軌を用いているため、イラン鉄道はアゼルバイジャンおよびトルクメニスタン国境に台車交換施設を設置している。列車は広軌の台車を履いて国境を越えることになる。2016年2月15日には初の中国からの貨物列車がテヘランに到着した。

### イラク、シリア、アフガニスタンへの延長
建設中の路線として、イランと南部イラクを結ぶホッラムシャフル・バスラ間、および北部イラクを結ぶケルマーンシャー・バグダード間がある。またアフガニスタン方面では東部においてハヴァーフからヘラートに向かう路線が建設中である。

### 標準軌によるヨーロッパ連絡
西に向かいトルコにはいる路線はヴァンで終わり、対岸タトヴァン（タトバンまたはタトワンとも）まで区間90kmの鉄道連絡船で、標高1650mに位置するヴァン湖を渡る。この標準軌ルートはさらにアンカラを経て、マルマラ横断トンネルを抜けてヨーロッパに至る。

### パキスタンへの連絡
パキスタンへの連絡としてザーヘダーンからクエッタに至る路線に接続するため、ケルマーンから東進してザーヘダーンまでの路線が建設され、2009年6月に完成した。2012年現在、週に2本の連絡列車が運行されている。この路線はインド亜大陸とヨーロッパを結ぶ鉄道における最後の欠片区間であり、ザーヘダーン南方において台車交換駅施設が建設中であるが、イラン鉄道は、ヨーロッパへの国際輸送の円滑化のためにクエッタまでの路線を標準軌に改軌するよう求めてパキスタン鉄道の説得を目指している。パキスタンはこれに対し、2006年の声明で1435mm標準軌へと改軌し、さらに中国の標準軌系との接続も目指すとしている。

## 参考
1. ↑  “Privatizing Railways” (英語).  Iran Daily (2006年12月30日). 2007年1月12日時点のオリジナルよりアーカイブ。2007年7月29日閲覧。
2. ↑  “Iran Manufactures 1st Express Train” (英語).  Iran Daily (2007年2月3日). 2007年2月5日時点のオリジナルよりアーカイブ。2007年7月29日閲覧。
3. ↑  中国貨物列車のイラン到達は一帯一路の大きな一歩2016年3月3日
4. ↑  地球の歩き方パキスタン新版

- 2005年現在の状況
- 「イランの鉄道をかいま見る」　鉄道ピクトリアルNo.826 2009年11月号